# Euxoa cinnabarina
Euxoa cinnabarina är en fjärilsart som beskrevs av Barnes och Mcdunnough 1918. Euxoa cinnabarina ingår i släktet Euxoa och familjen nattflyn. Inga underarter finns listade i Catalogue of Life.